# Hidroxilbastnäsita-(Nd)
La hidroxilbastnäsita-(Nd) és un mineral de la classe dels carbonats, que pertany al grup de la bastnäsita. Rep el seu nom de la seva localitat tipus, les mines de Bastnäs (Suècia), més el prefix hidroxil a causa del predomini del radical hidroxil sobre el fluor, més el sufix "-(Nd)" per la dominància del neodimi en la seva composició.

## Característiques
La hidroxilbastnäsita-(Nd) és un carbonat de fórmula química Nd(CO₃)(OH). Cristal·litza en el sistema hexagonal. Es troba en apilats de cristalls en forma de plaques, d'aproximadament 0,2 mil·límetres, i en intercreixements massius. La seva duresa a l'escala de Mohs es troba entre 1 i 2, sent un mineral molt tou. És l'anàleg amb neodimi de la hidroxilbastnäsita-(La) i la hidroxilbastnäsita-(Ce).
Segons la classificació de Nickel-Strunz, la hidroxilbastnäsita-(Nd) pertany a «05.BD: Carbonats amb anions addicionals, sense H₂O, amb elements de terres rares (REE)» juntament amb els següents minerals: cordilita-(Ce), lukechangita-(Ce), zhonghuacerita-(Ce), kukharenkoïta-(Ce), kukharenkoïta-(La), cebaïta-(Ce), cebaïta-(Nd), arisita-(Ce), arisita-(La), bastnäsita-(Ce), bastnäsita-(La), bastnäsita-(Y), hidroxilbastnäsita-(Ce), hidroxilbastnäsita-(La), parisita-(Ce), parisita-(Nd), röntgenita-(Ce), sinquisita-(Ce), sinquisita-(Nd), sinquisita-(Y), thorbastnäsita, bastnäsita-(Nd), horvathita-(Y), qaqarssukita-(Ce) i huanghoïta-(Ce).

## Formació i jaciments
Aquesta espècie té dues localitats tipus: els dipòsits de bauxita de Nissi (Lokris, Grècia), i a Zagrad (Nikšic, Montenegro). També ha estat descrita a Rejkovo (Regió de Banská Bystrica, Eslovàquia) i a la glacera de Darai-Pioz (Region of Republican Subordination, Tadjikistan).